# 利西厄姆 (密蘇里州)
利西厄姆（英語：Lithium）是位於美國密蘇里州佩里縣的普查規定居民點。

## 歷史
利西厄姆的郵局於1884年設立，其後於1957年停運。

## 人口
根據2020年美國人口普查的數據，利西厄姆的面積為0.16平方千米，皆為陸地。當地共有人口92人，而人口密度為每平方千米575人。